# Guichard III van Beaujeu
Guichard III van Beaujeu (1075 - 1137) was heer van Beaujeu tussen 1102 en 1137, in het hertogdom Bourgondië.
Guichard III volgde zijn vader Humbert II op en slaagde erin de bezittingen van Beaujolais sterk uit te breiden. Hij profiteerde van de verkoopwoede van de Franse edelen die zich opmaakten om de Eerste Kruistocht te vervoegen. Verder kozen verschillende lokale heren de heerschappij van het opkomende Beaujeu boven dat van het verzwakte graafschap Forez. Zo kon Guichard III Montmerle, Perreux, Chamelet, Chamousset, Lay, Nérondes, Urfé, Cenves, Bussières, Saint-Priest en Châtillon-sur-Chalaronne verwerven, en zelfs Saint-Trivier-sur-Moignans en Riottier op de oostelijke oever van de Saône. Met zijn leger van 250 ridders trad hij op als arbiter in verschillende wereldlijke en kerkelijke conflicten.

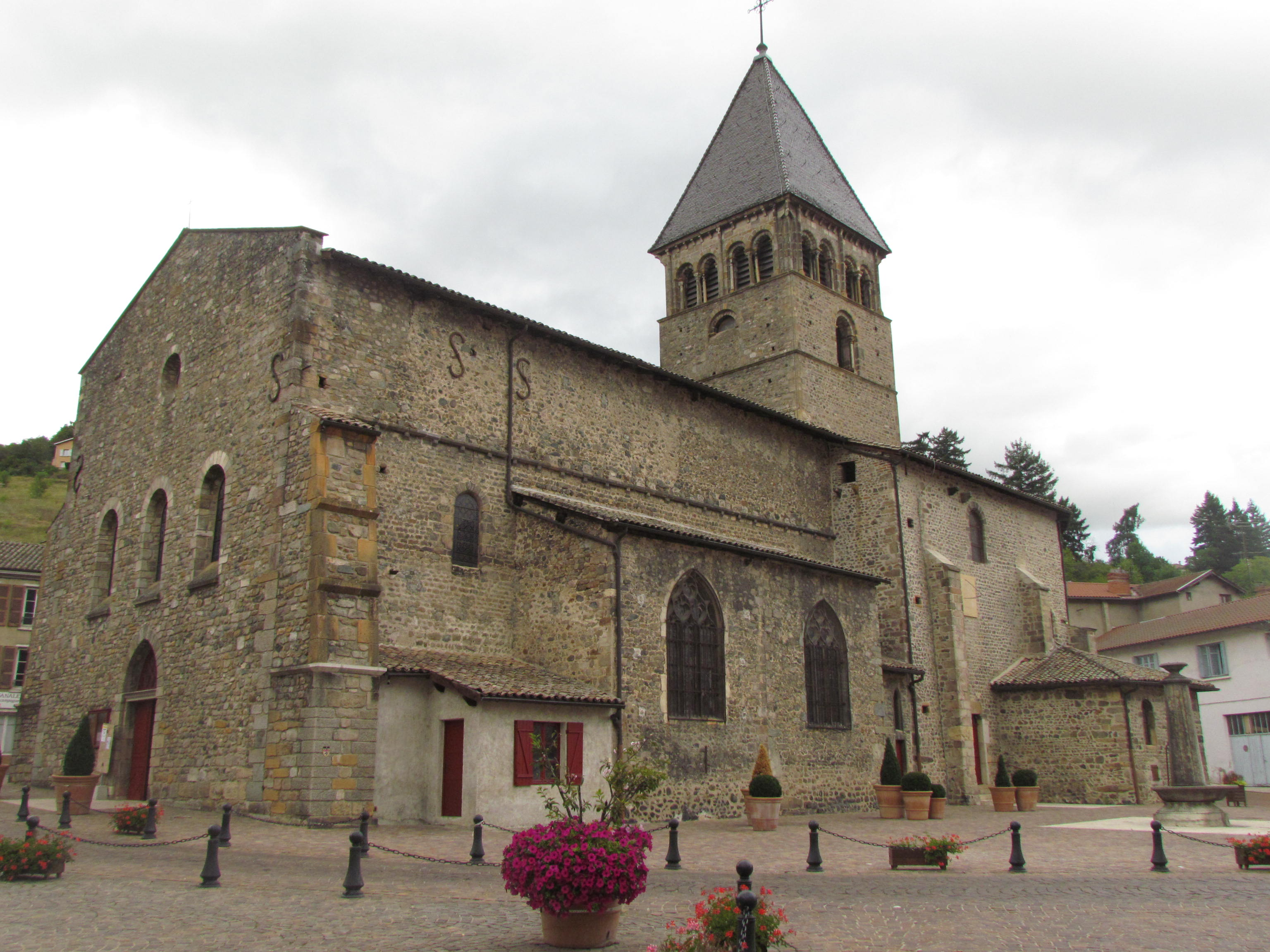
Sint-Nicolaaskerk van Beaujeu

Guichard III huwde met Lucienne de Rochefort-Montlhéry. In 1120 werd uit dit huwelijk Humbert III van Beaujeu geboren. Volgens de legende verdronk een andere zoon van Guichard III in een moeras. Hij zou daarna de eed hebben afgelegd om op de plaats waar het lichaam van zijn zoon werd gevonden, een kerk te bouwen. De Sint-Nicolaaskerk van Beaujeu werd ingehuldigd in 1132 en paus Innocentius II en zijn gevolg waren hierbij aanwezig.
Guichard III bracht de laatste jaren van zijn leven door als monnik in de Abdij van Cluny, een abdij die zijn voorgangers rijkelijk hadden begiftigd. Hij keerde echter nog terug naar Beaujeu om zijn jonge, onervaren opvolger Humbert III bij te staan. Als penitentie voor het verbreken van zijn kloostergelofte liet hij een priorij in Belleville bouwen (de latere abdij van Belleville). Als monnik hield hij zich bezig met het schrijven van poëzie.
Hij stichtte ook de abdij van Joug-Dieu nabij Arnas. Dit zou hij hebben gedaan hebben nadat hij op een nacht een visioen had. Hij zag zes mannen die oplichtten in het duister en een juk om de hals droegen. Daarmee trokken ze een ploeg voort, die werd geleid door de heilige Bernard van Tiron. De ploeg bracht rijke vruchten voort. Deze abdij was na die van Belleville pas de tweede in Beaujolais.